# Groß Vollstedt
Groß Vollstedt ist eine Gemeinde im Naturpark Westensee im Kreis Rendsburg-Eckernförde in Schleswig-Holstein. Katenstedt und das Landschaftsschutzgebiet Westenseer Endmoräne, sowie Teile der beiden NATURA 2000-Schutzgebiete „FFH-Gebiet Wehrau und Mühlenau“ und „FFH-Gebiet Vollstedter See“ liegen im Gemeindegebiet.

## Geografie und Verkehr
Groß Vollstedt liegt im Dreieck zwischen den Städten Rendsburg, Kiel und Neumünster und den Bundesautobahnen 7, 210 und 215. In der Nähe liegen der Vollstedter See und der Brahmsee.

## Geschichte

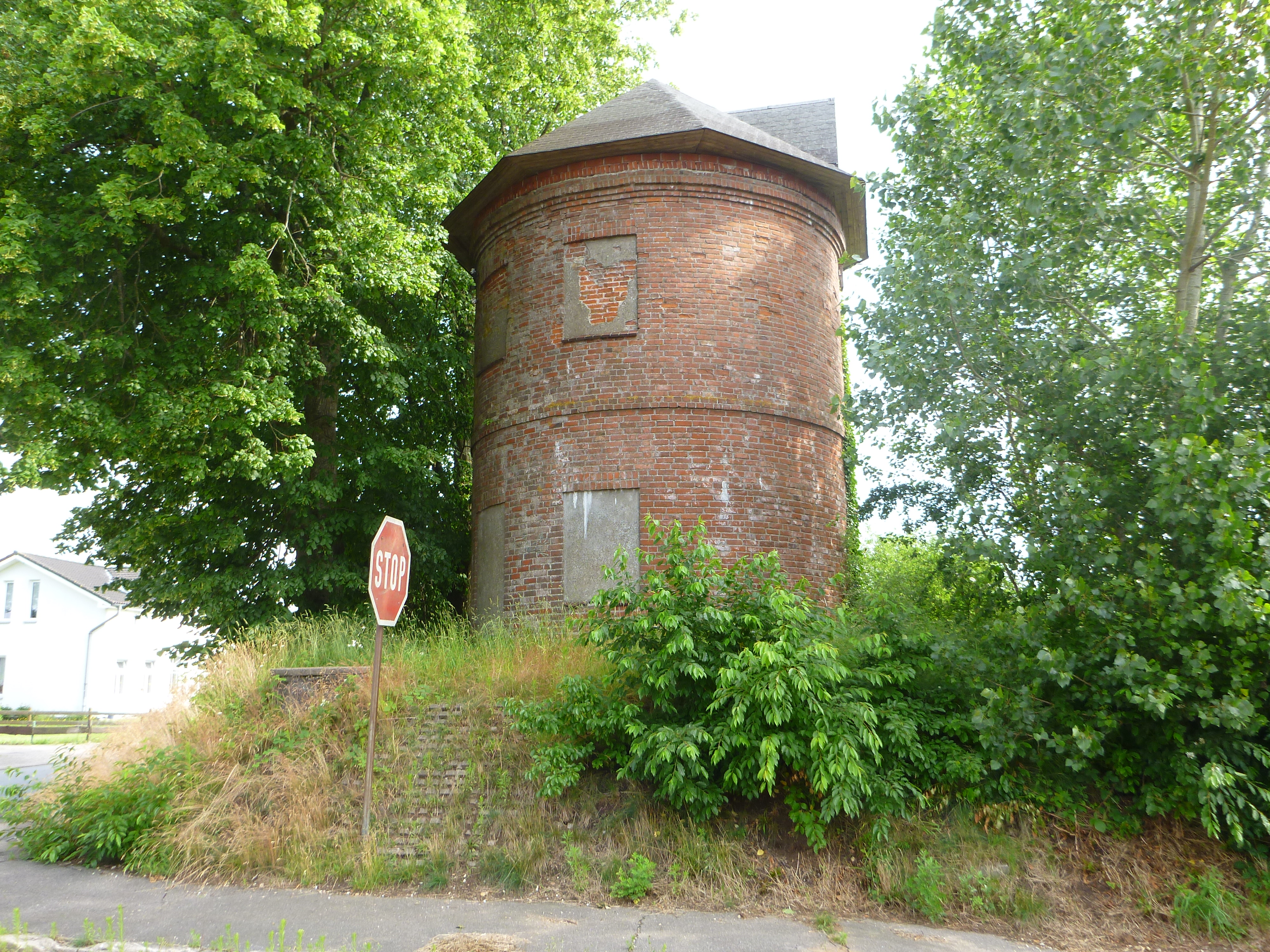
Wasserturm Groß Vollstedt

Archäologische Funde aus der Steinzeit und zahlreiche Hügelgräber aus der Bronzezeit belegen, dass das Gemeindegebiet schon in vorgeschichtlicher Zeit besiedelt war. Der Ort selbst ist wahrscheinlich in der Eisenzeit gegründet worden. Erstmals erwähnt wurde er wahrscheinlich kurz vor 1200 als Volcstide, Kleinvollstedt wurde vermutlich erst im 13. Jahrhundert als Tochtersiedlung von Vollstedt gegründet. Volcstide weist auf die Stätte/Wohnstätte des Fulko/Folko hin. Fulko oder Folko ist mit dem Wort Volk verwandt und bedeutet „Kriegsschar“.
1925 wurde in der Gemeinde ein Wasserturm errichtet, der auch heute noch erhalten ist. Er dient aber nicht mehr der Wasserversorgung, sondern als Eulen- und Fledermausschutzhöhle.

## Politik

### Gemeindevertretung
Von den elf Sitzen in der Gemeindevertretung hat die Wählergemeinschaft BiG (Bürger*innen in Groß Vollstedt) seit der Kommunalwahl 2023 sechs Sitze, die SPD vier Sitze und DIE PARTEI einen Sitz.

### Wappen
Blasonierung: „Von Silber und Grün geteilt. Oben zwei fächerförmig gestellte, durch einen gemeinsamen Stiel miteinander verbundene Eichenblätter, unten ein aus drei Trag- und einem Deckstein bestehendes Megalithgrab in verwechselten Farben.“
Die beiden Eichenblätter symbolisieren die Doppeleiche die noch heute im Ort steht. Sie wurde zur Erinnerung an die schleswig-holsteinische Erhebung von 1848 gepflanzt.